# Danza macabra
Danza macabra és una pel·lícula de terror italiana del 1964 dirigida per Antonio Margheriti i Sergio Corbucci. La pel·lícula és protagonitzada per Barbara Steele, Arturo Dominici i Georges Rivière. La pel·lícula va ser encarregada inicialment al director Sergio Corbucci, que va fer que Gianni Grimaldi i Bruno Corbucci escriguessin la pel·lícula. Un conflicte de programació va fer que l'amic de Corbucci, Margheriti, fos contractat per completar la pel·lícula. Per evitar passar el temps, Corbucci va ser portat per filmar una escena.
La pel·lícula es va estrenar a Itàlia el 1964 i va rebre baixes xifres de taquilla, fet que va fer que Margheriti tornés a fer la pel·lícula en color com Nella stretta morsa del ragno (1971).

## Argument
Un periodista londinenc, Alan Foster, desafia l'autenticitat de les històries d'Edgar Allan Poe (que es presenten en el context de la pel·lícula com a testimonis oculars de Poe sobre el sobrenatural, no com a ficció literària). Per demostrar-se a si mateix, el periodista accepta una aposta de Lord Blackwood per passar la nit en un castell encantat el vespre de Tots Sants. Els fantasmes dels habitants assassinats se li apareixen durant tota la nit, recreant els esdeveniments que van provocar la seva mort. Un dels fantasmes revela que tots necessiten la seva sang per mantenir la seva existència. Barbara Steele interpreta un fantasma que intenta ajudar el periodista a escapar.

## Repartiment
- Barbara Steele as Elisabeth Blackwood
- Georges Rivière as Alan Foster
- Margarete Robsahm as Julia
- Arturo Dominici as Dr. Carmus
- Silvano Tranquilli as Edgar Allan Poe
- Sylvia Sorrente as Elsi
- Giovanni Cianfriglia as Herbert
- Umberto Raho as Lord Thomas Blackwood
- Salvo Randone as Lester
- Benito Stefanelli as William

## Producció
La idea de Danza macacra va sorgir a Sergio Corbucci quan el productor Giovanni Addessi li va encarregar la creació d'una pel·lícula que reutilitzaria els decorats medievals de la pel·lícula de comèdia de Corbucci Il monaco di Monza . Corbucci va fer que el seu germà Bruno Corbucci i el guionista Gianni Grimaldi escrivissin el guió. El guió s'atribueix a una història breu d'Edgar Allan Poe, però la pel·lícula no es basa en cap treball específic de Poe. Segons Ruggero Deodato, que era l'ajudant de direcció al plató, va convèncer l'actriu Barbara Steele perquè protagonitzés la pel·lícula, tot i que Steele acabava de fer 8½ per al director Federico Fellini, i volia distanciar-se de les pel·lícules de terror. Quan el rodatge estava a punt de començar, Sergio Corbucci va descobrir que el seu horari entrava en conflicte amb el rodatge i va trucar al seu amic Antonio Margheriti per dirigir la pel·lícula.
Margheriti tenia un calendari ajustat per al rodatge i va rodar la pel·lícula amb el mateix mètode que una producció de televisió instal·lant quatre càmeres alhora. Per acabar la pel·lícula a temps, Margheriti va portar a Sergio Corbucci per dirigir l'escena on els personatges de Giovanni Cingriglia assassinen el personatge de Steele. La pel·lícula es va rodar finalment en 15 dies.

## Estrena
Danza macabra va ser distribuït a Itàlia per Globe International Film i es va estrenar el 27 de febrer de 1964. La pel·lícula va recaptar un total de 100,68 milions de lires italianes a Itàlia. Va ser llançat a França el 14 d'abril de 1965 amb el títol "Danse macabre". El tall francès de la pel·lícula presenta l'actriu Sylvia Sorrente en una escena de nu.
La decebedora taquilla de la pel·lícula va ser una de les raons per les quals Margheriti va tornar a fer la pel·lícula com a Nella stretta morsa del ragno en color el 1970. Margheriti comentaria més tard. que va ser "estúpid refer-lo" i que "la cinematografia en color ho va destrossar tot: l'atmosfera, la tensió".

## Recepció crítica
A partir de ressenyes contemporànies, The Globe and Mail va elogiar la pel·lícula, assenyalant un "guió enginyós" i l'actuació de Georges Rivière, afirmant que la pel·lícula era un "exemple de com un director imaginatiu pot utilitzar la càmera, música i un ritme deliberadament lent per esquinçar els extrems nerviosos." La ressenya va criticar els efectes especials fantasmes com a "poc convincents", i va trobar que l'actuació de Barbara Steele era melodramàtica. The Monthly Film Bulletin va elogiar la cinematografia de la pel·lícula, però es va referir a la partitura d'Ortolani com "amunt de clics", i va escriure negativament sobre l'actuació de Steele i el doblatge.
Més tard, Margheriti anomenaria la pel·lícula "encara més avorrida" molts anys després de la seva estrena inicial. La revisió de la pel·lícula de AllMovie va ser favorable, titllant-la d'"estranya i eficaç pel·lícula de terror primerenca."